# Moy (County Clare)
Moy is een cluster van kernen in County Clare, Ierland. Het is gelegen in de parochie Kilfarboy, hemelsbreed ongeveer halverwege tussen Milltown Malbay en Lahinch.
Het "dorp" bezit verschillende voorzieningen zoals een katholieke kerk, een Ierstalige lagere school en een gemeenschapscentrum.
Moy GAA is de lokale sportvereniging. De club heeft alleen jeugdteams en speelt alleen Gaelic football.
Westelijk van de Moy River ligt het landhuis Moy House. Het is gebouwd door Augustine Fitzgerald, de lokale landheer, in het begin van de negentiende eeuw. Later werd het verkocht aan ene majoor George Studdert, die zijn naam gaf aan de nabijgelegen spoorbrug over de weg en rivier.
In het townland Moymore bevindt zich de ruïne van een kasteel dat ooit toebehoorde aan de O'Brien-familie. In de 16e en 17e eeuw was dit kasteel het middelpunt van verschillende belegeringen en overvallen. Aan het einde van de 17e eeuw werd het kasteel verlaten en een meer gerieflijk huis in de nabijheid betrokken.

In 1798 was het in bezit van Francis "Ruadh" Lysaght, een onfortuinlijke landheer die te zwak was om de leiders van de United Irishmen te weerstaan. Hij gaf de leider Hugh Kildea, de lokale "heggeschool"-onderwijzer, toestemming zijn land te gebruiken voor training in de hoop op die manier bescherming tegen de opstandelingen te hebben. Later werd hij ervan beschuldigd zelf ook een opstandeling te zijn. Na de nodige intriges werd hij in 1799 na een derde rechtszaak verbannen naar Pruisen, na vrijgesproken te zijn in de eerste twee rechtszaken. Na de mislukte opstand werd Hugh Kildea spoedig gearresteerd en ter dood veroordeeld. Op 16 maart 1799 stierf hij aan de galg in Ennistymon.
Op 22 augustus 1922, tijdens de Ierse Burgeroorlog, vonden nabij Moy een viertal botsingen plaats tussen het Nationale Leger en manschappen van de Anti-treaty IRA. De opstandelingen werden grondig verslagen en negen man gevangengenomen. Tijdens de botsingen vielen verschillende gewonden.
De West Clare Railway passeerde Moy op zijn weg van Lahinch naar Milltown Malbay. Pas in 1958, 3 jaar voor de sluiting van de lijn, kreeg Moy een halte nabij "Hanrahan's Bridge". Deze brug is vanwege zijn lage doorgang verwijderd en van de halte is niets meer terug te vinden. Voor de aanleg van deze halte was men aangewezen op de halte bij Rineen of het station van Lahinch.

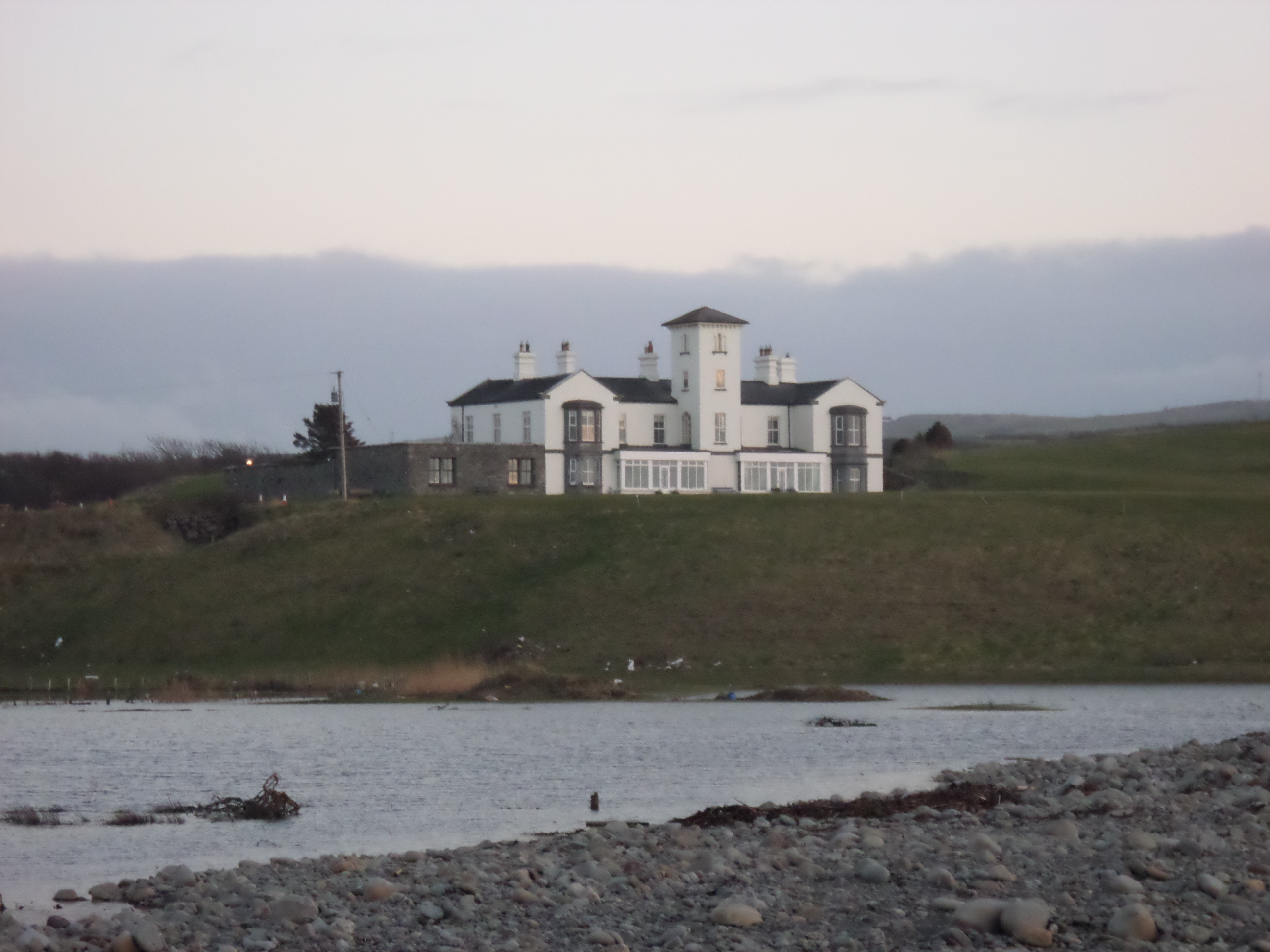
Moy House
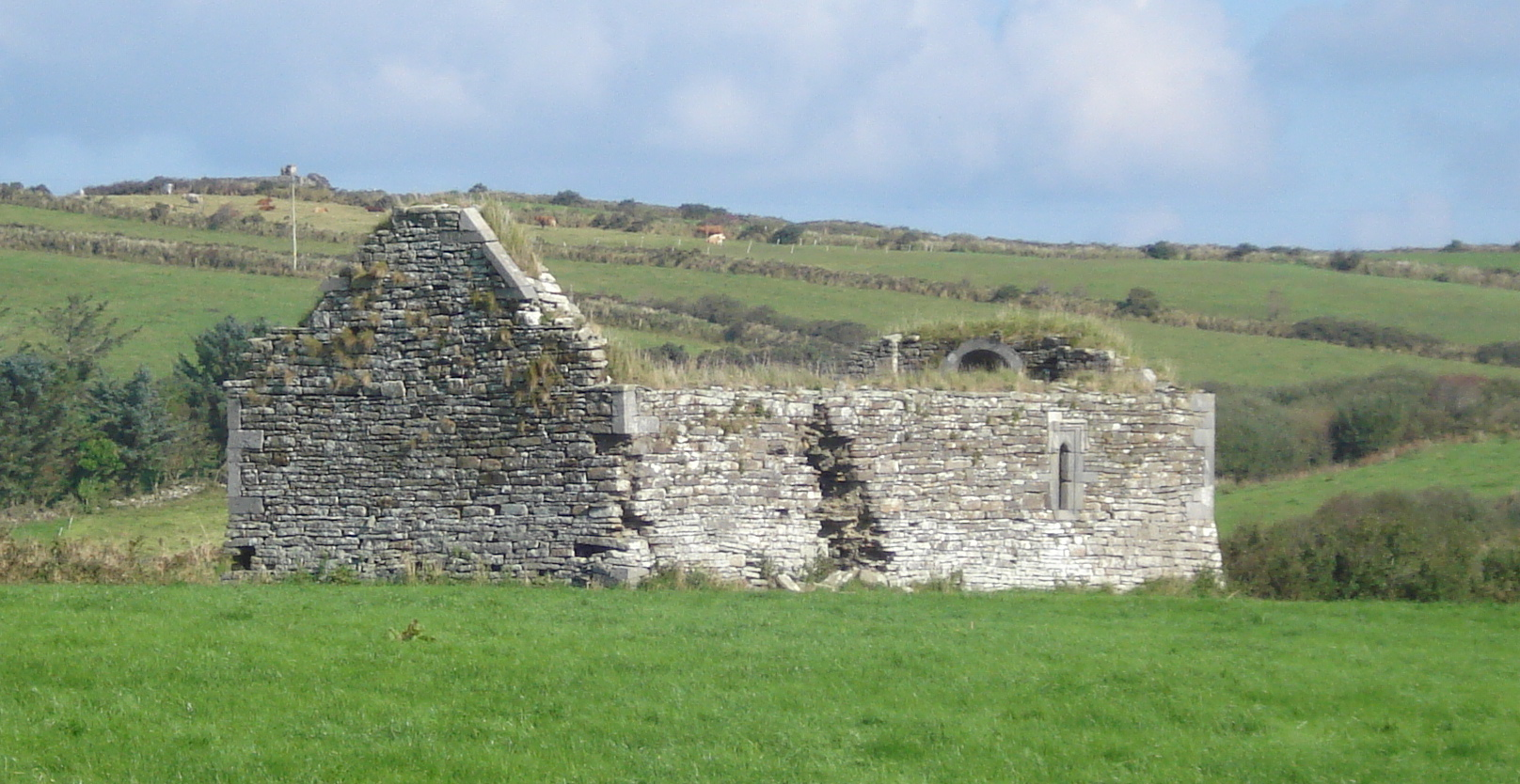
Ruïne van "Teampall-Inis-Dia" in het townland Moymore bij Moy.
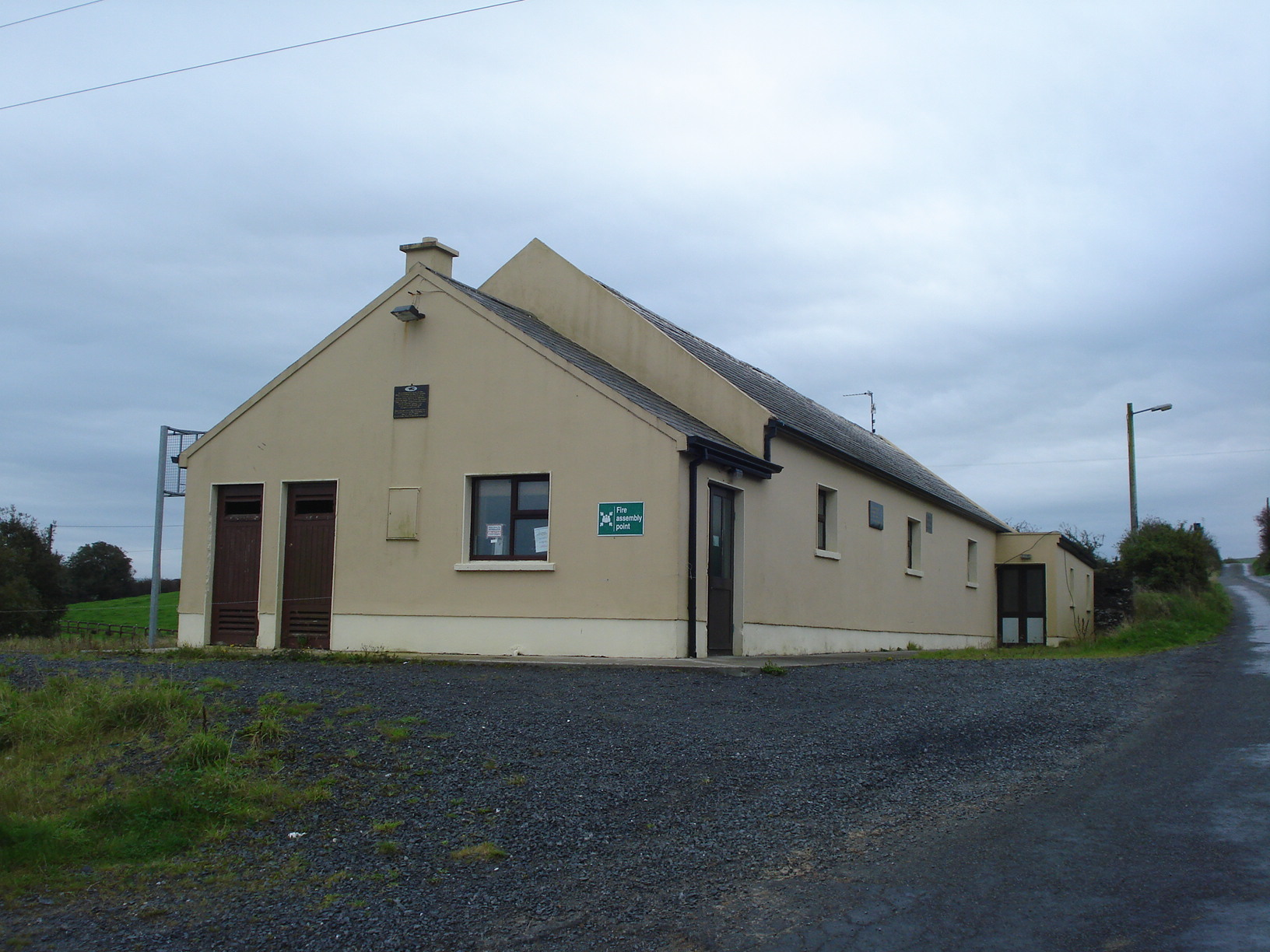
Tommy White Memorial Hall, Moy. Begonnen als nieuwbouw voor de kerk maar nooit afgemaakt. Later verbouwd tot school en daarna tot gemeenschapshuis.
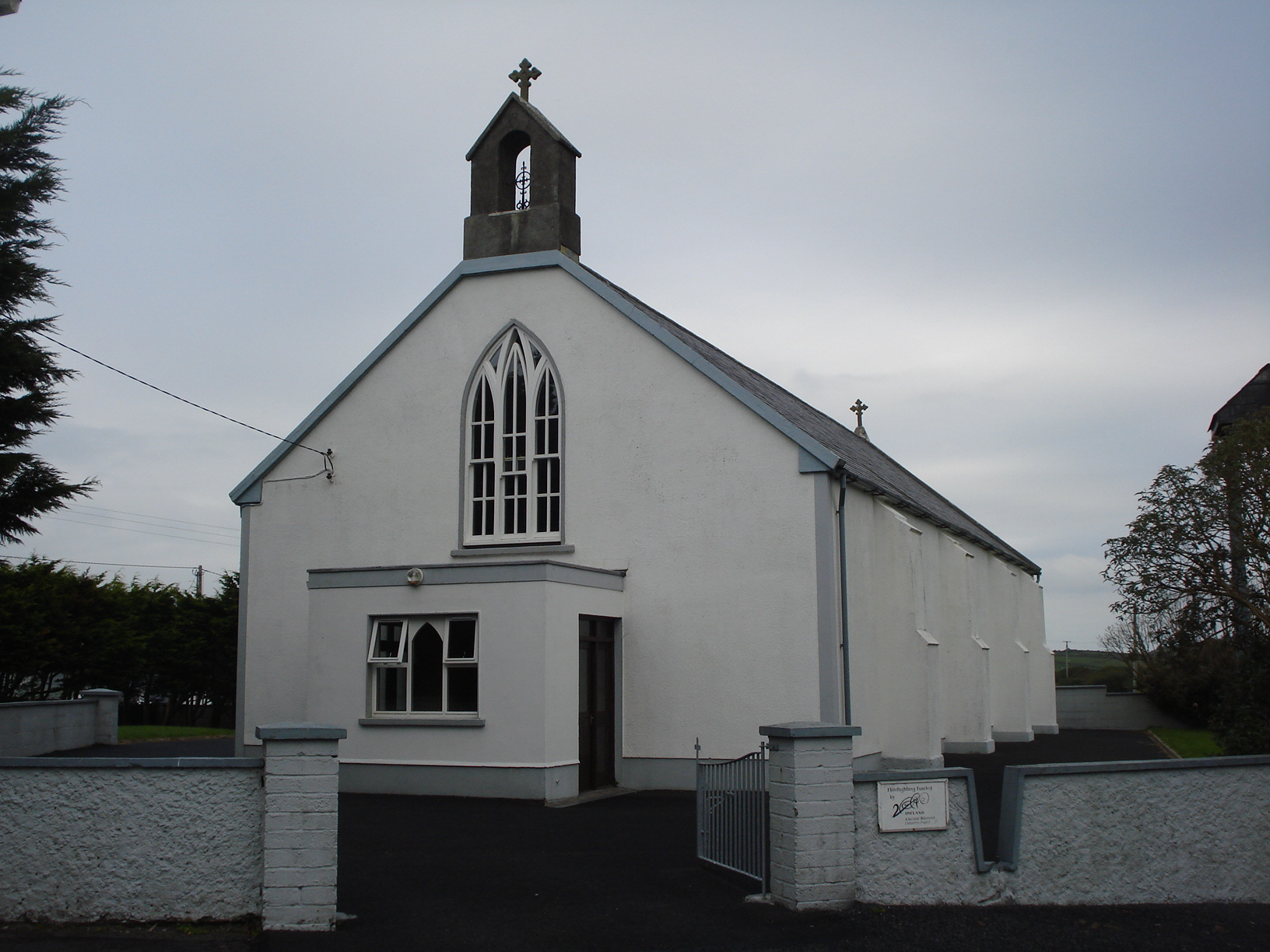
St, Mary's Chapel, Moy
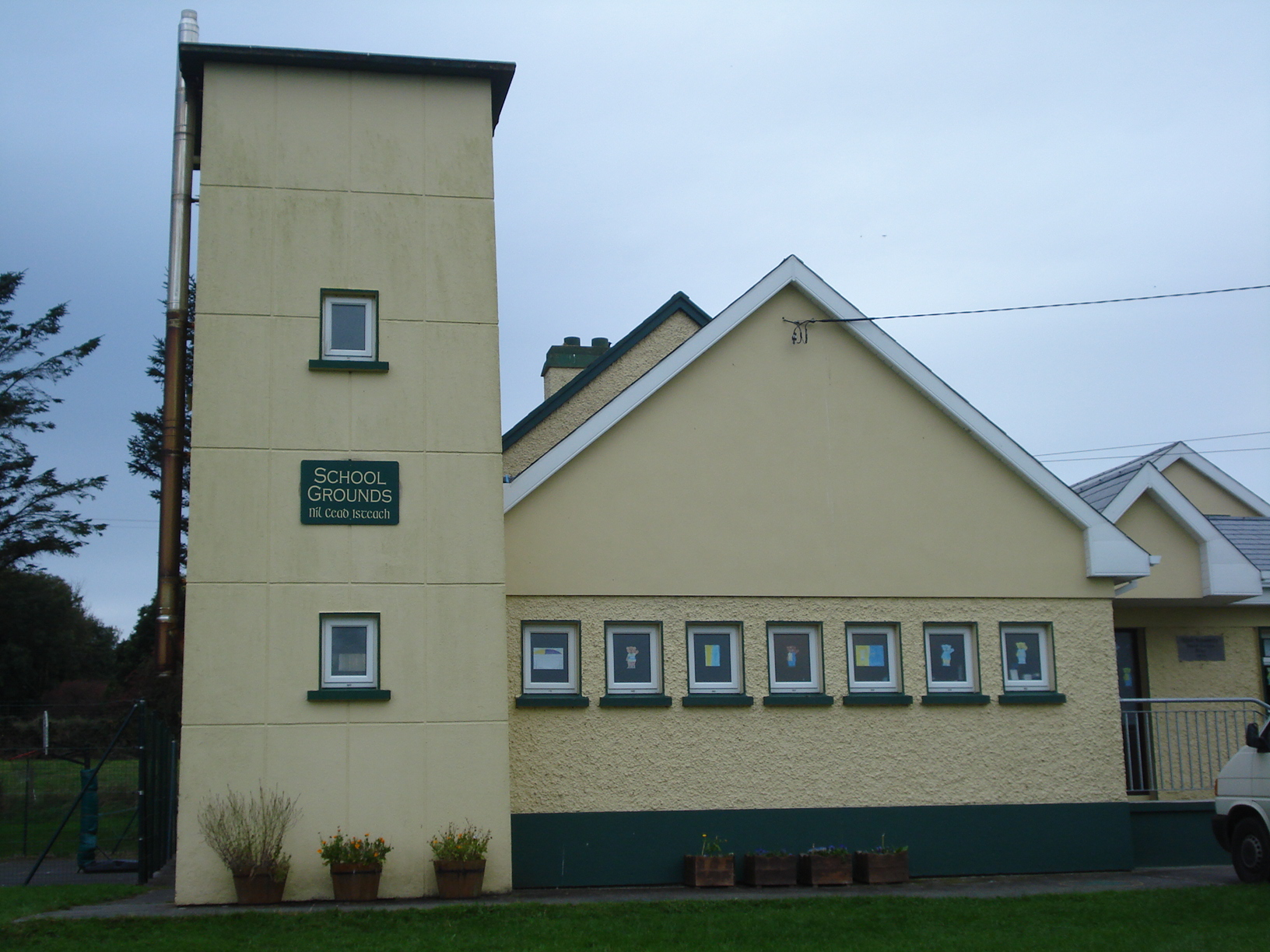
De Ierstalige "Scoil Iosef Noafa - Moy National School", gebouwd in 1959.